# Святі Дари
Святі Дари — в православ'ї та католицизмі хліб і вино, ритуально приготовані священиком на літургії, а потім під час євхаристійного канону Святим Духом перевтілені в Тіло і Кров Христа для причастя вірян.
Святі Дари споживаються вірянами безпосередньо на літургії, де вони і освячуються, а запасні Дари, які використовуються для причастя поза літургією, зберігаються в дарохранильниці, яка у православних розташовується на престолі у вівтарі, а в католиків, зазвичай, за вівтарем; переносяться туди в дароносиці.

## Православ'я
У православ'ї Святі Дари приготовляються священиком під час проскомидії (першої частини літургії). Хліб для Святих Дарів, званий просфорою, випікають з квасного (дріжджового) тіста — з пшеничного борошна, замішаного на воді з сіллю. Вино беруть тільки чисте виноградне, неодмінно червоне. Червоний колір вина символізує Кров Христову. Змішування вина з водою здійснюється за візантійським обрядом в спогад того, що з ребра Спасителя, пробитого списом римського воїна, витекли кров і вода, а також відповідно до слів апостола Іоанна: «Бо троє свідчать на небі: Отець, Слово і Святий Дух, і ці Троє Одно. І три свідчать на землі: дух, вода і кров, і троє в одно»
Святі Дари Передосвячених та запасні — це хліб і вино, освячені заздалегідь. Запасні Святі Дари слугують для причастя хворих удома; зазвичай їх освячують за літургією у Великий четвер.

## Католицтво
У католицизмі латинського обряду літургійний хліб, званий гостія, обов'язково прісний, являє собою невеликі пластинки круглої форми. Традиційно для євхаристії використовується біле вино, обов'язково змішується з водою. Греко-католики використовують квасний хліб і червоне вино, як і православні. В католицькому літургійному календарі існує Свято Тіла і Крові Христових, під час святкування якого Святі Дари в дароносиці в ході урочистої процесії проносяться навколо храму або вулицями міста.

## Давньосхідні церкви
В Давньосхідних церквах традиція приготування Святих Дарів різна. В Коптській православній церкві, згідно зі сприйнятою ними грецькою традицією, використовують квасний хліб і червоне розведене вино. Особливістю сирійської традиції є особливий хліб, приготовлений з додаванням солі і масла. У Вірменській апостольській церкві використовують традиційний прісний хліб і червоне нерозведене вино. Вірменська церква не наділяє догматичним змістом спосіб приготування хліба і вина та вважає, що всі відмінності походять від місцевих традицій.